# میشل دو گلدرود
میشل دو گلدرود (به فرانسوی: Michel de Ghelderode) نویسنده و شاعر، قصه‌گوی قرن نوزدهم میلادی اهل بلژیک است.